# Maître Tigresse
Maître Tigresse est un personnage de fiction apparaissant dans l'univers de Kung Fu Panda, le film d'animation américain sorti en 2008.

## Éléments d'une biographie fictive
À l'orphelinat Bao Gu, Tigresse, dont les parents sont inconnus, était la plus féroce des enfants, ainsi personne ne voulait jouer avec elle. Elle avait beaucoup de mal à contrôler sa force, et tout le monde la traitait de monstre. Puis, un jour, alors qu'elle se lamentait dans un coin de sa chambre, Maître Shifu est venu la voir et l'a recueillie comme apprentie pour qu'elle puisse contrôler sa force. Elle était incapable de se contrôler, pas même un peu, et cela l'enrageait davantage. Jusqu'au jour où, enfin, elle réussit ; mais aucun parent ne voulait d'elle pour former une famille, alors Shifu l'emmena à son temple et la forma davantage, jusqu'à ce qu'elle devienne l'un des cinq cyclones. Tigresse est directement associée, parmi les cinq cyclones, à la férocité.
Maître Tigresse est la plus forte et la plus intrépide des maîtres du kung-fu. Elle a les qualités d'un héros : bourreau de travail, courageuse, téméraire et héroïque. Elle est prête à tout pour gagner le jeu. Elle est d'une loyauté à toute épreuve envers Po et ce que représente le Guerrier Dragon. Son attitude stoïque et déterminée dissimule une compassion que les autres voient rarement.

## Syndrome Trinity
Le personnage de Tigresse est victime du syndrome Trinity : c'est la meilleure élève de Maître Shifu et tout le monde est persuadé qu'elle sera désignée Guerrier-dragon, mais c'est Po, un panda sans talent qui est désigné à sa place, et qui est le héros du film.